# Vallée du Giffre
La vallée du Giffre est une petite région de Haute-Savoie, constituée par le bassin versant du Giffre. Elle s'étend sur environ 35 km de Mieussy jusqu'au cirque du Fer-à-Cheval.
La vallée du Giffre est un pays savoyard, constituant les cantons de Taninges et de Samoëns, dans le département de la Haute-Savoie, région Auvergne-Rhône-Alpes.

## Géographie
- Mieussy
- Morillon
- La Rivière-Enverse
- Samoëns
- Sixt-Fer-à-Cheval
- Taninges
- Verchaix

## Culture
- Radio Samoëns, née en 1981